# Martin (Écosse)
Pour les articles homonymes, voir Martin.
Martin est une île du Royaume-Uni située en Écosse. Elle est située sur le loch Broom et la ville la plus proche est Ullapool à 5km au sud-est de ses côtes.
C'est une île inhabitée à l'année sans eau courante ni électricité mais quelques touristes s'y rendent en bateau l'été. On y retrouve 2 plages, un "micro-musée" et un point d'observation d'ornithologie.
A partir de 1775 et durant une quarantaine d'année, une centaine de personnes ont travaillé sur l’ile pour produire du hareng saur dont une partie était exporté dans les Caraïbes pour nourrir les esclaves.